# Factoría de salazones del Teatro de Andalucía
La factoría de salazones del Teatro de Andalucía de Cádiz (España) da nombre a un enclave arqueológico que se corresponde con un complejo industrial de época romana.
Se encuentra en el centro de Cádiz (Calle Sacramento, 16), en lo que fue el antiguo canal que dividía la ciudad entre dos islas. Según los datos, situamos su construcción en el siglo I a. C. y su posterior abandono a principios del siglo V d. C.

## Descripción y cronología
Los restos encontrados se distribuyen a la manera clásica de situar las piletas alineadas alrededor de una sala a cielo descubierto. El complejo industrial no ha sido descubierto por completo ya que el resto de la factoría y otras dependencias estarían situadas fuera del recinto del solar.
Aunque las excavaciones han documentado otros elementos constructivos de este complejo industrial, el grupo de piletas incluidas en la delimitación forman el núcleo principal de los restos descubiertos, que por sí solos explicarían las características y funcionalidad del tipo de industria hallada.
Según los datos aportados por la excavación, la cronología dada por su construcción la situamos en el siglo I a. C., abandonándose a principios del siglo V d. C.

## Situación y zona arqueológica
La factoría de salazones está ubicada en el conjunto histórico de la ciudad de Cádiz, en el solar ocupado con anterioridad por el Teatro Andalucía en la calle Sacramento, tras cuya demolición y ante la inminente construcción de un edificio de viviendas y tres plantas subterráneas de aparcamiento, dieron comienzo –en 1995– los trabajos arqueológicos que motivaron el descubrimiento de estos restos arqueológicos. La intervención permitió documentar hasta ocho fases de ocupación en el mismo espacio de entre las que destaca por su grado de conservación, su potencialidad para la puesta en valor y su significación histórica la correspondiente a la factoría de salazón, cuyos restos se extienden por una superficie de 330 m² , si bien una parte del complejo industrial queda fuera del recinto del solar excavado y se encuentra bajo el trazado de las actuales calles Sacramento, Barrié y Jiménez Guerra. 
Los restos descubiertos muestran la estructura de un edificio construido en uno de los momentos de expansión de la ciudad romana, es decir en el s. I a. C., y que continuó en uso hasta su abandono definitivo en el s. V La instalación industrial está organizada en torno a un patio central, que debió tener forma cuadrada del que se conservan restos de un pavimento de cal construido directamente sobre la arena de duna que conformaba la orilla de una canal marino. En algunas zonas el pavimento mostraba claras evidencias de superposición por arreglos y reparación del piso original. La superficie pavimentada presentaba una ligera inclinación intencionada hacia la parte central del patio hacia la que debían confluir las aguas pluviales a través de varias canalizaciones, para ser recogidas en una cisterna de dos cámaras ubicadas por debajo del nivel del suelo del patio. 
Además de las canalizaciones mencionadas, sobre el pavimento del patio también se disponían otras estructuras: una cubeta de forma semiesférica revestida de mortero de cal y dotada de un pocillo central para permitir su limpieza; una estructura de sillares cuadrangulares de piedras calizas que enmarcan el encañado de un pozo, realizado en el mismo tipo de roca, por el que se extraía el agua recogida en la cisterna. 
El patio está delimitado por el norte por una estancia de 14 x 19 m, con orientación orto-ocaso, en la que se distribuyen de manera más o menos regular una serie de grandes piletas. Se pueden distinguir dentro de la crujía dos agrupaciones, separadas por un ancho pasillo central. La primera estaría formada por dos grandes piletas, rodeadas de otras cuatro de menor tamaño tanto por su lado norte como por el sur. El segundo grupo parece estar formado por una pileta de mayores dimensiones situada en la zona este, rodeada por tres piletas en sus lados norte y sur y por dos en su lado oeste. Todo este espacio ocupado por piletas estuvo en su día cubierto con una techumbre inclinada con caída hacía el patio, que favorecía el acopio de agua con fin de llenar la cisterna. En el lateral oeste del patio otra dependencia, con unas dimensiones de 6 x 9,5 m y perpendicular a la anterior, albergaba en su interior otras ocho piletas, distribuidas en dos alineaciones de cuatro. Presentan con respecto al primer grupo menor regularidad en su diseño, trazado y construcción y además se encontraban prácticamente arrasadas.